# Garabet Amira Balyan
Garabed Amira Balyan (in armeno Կարապետ Պալեան?, Garabed Amira Balean), conosciuto anche come Garabed Balian, Karabet Balian, Karabet Balyan, Karapet Grigori Balyan (Costantinopoli, 1800 – Costantinopoli, 15 novembre 1866) è stato un architetto ottomano di etnia armena.

## Biografia
Il più antico membro conosciuto della famiglia Balyan, Meremmetçi Bali Kalfa, venne a Istanbul da Kayseri nel XVIII secolo. Garabed Amira Balyan nacque nel 1800 come figlio dell'architetto Krikor Amira Balyan (1764-1831) ed era un pronipote di Kalfa. Si formò professionalmente sotto suo padre e fu architetto di corte dei sultani Mahmud II, Abdülmecid I e Abdül Aziz dal 1831.
Prima lavorò con suo cognato Ohannes Serveryan, poi con suo figlio Nigoğayos Balyan, con il quale costruì il Palazzo di Dolmabahçe tra il 1849 e il 1856. Ha costruito diversi mulini e fonderie per la famiglia industriale Dadian di origine armena. Per i sultani, costruì palazzi, moschee, ospedali e strutture militari. Per la comunità armena dell'Impero Ottomano, ha progettato e costruito chiese. I suoi edifici sacri sono influenzati dall'architettura medievale dell'antica capitale armena di Ani, mentre i palazzi incorporano elementi architettonici dell'architettura di palazzo europea e prendono spunto anche dall'architettura francese coeva.
Nella foresta di Belgrado (in turco Belgrad Ormanı), vicino a Istanbul, costruì sbarramenti e dighe per fornire un approvvigionamento idrico alla città.
Balyan era coinvolto nella comunità armena dell'Impero ottomano. Per esempio, lui e suo cognato Ohannes Kalfa finanziarono il Liceo Armeno (Jemaran) a Üsküdar e aprirono una scuola per tecnici agricoli.
Grabed Balyan ebbe sei figli e cinque figlie con la sua prima moglie Nazemi, e un figlio e una figlia con la sua seconda moglie Maritsa. Anche quattro figli divennero architetti ed ebbero un'influenza decisiva sul paesaggio urbano di Istanbul: Nigoğayos Bey Balyan (1826-1858), Sarkis Bey Balyan (1835-1899), Agop (Jakob) Bey Balyan (1837-1875) e Simon Bey Balyan (1846-1894).
Morì di insufficienza cardiaca il 15 novembre 1866.

## Opere
- 1835-1843: Palazzo di Çırağan, Beşiktaş, Istanbul (demolito dal sultano Abdülmecid I, nuovo edificio di Nigoğayos Balyan).
- 1838: Liceo Armeno Jemaran (Cemaran Mektebi), Üsküdar, Istanbul, Balyan dotò la scuola con suo cognato Ohannes Kalfa
- 1837-1839: Scuola militare Kuleli (Kuleli Askerî Lisesi), Çengelköy, Istanbul
- 1838: Chiesa patriarcale di Maria Santissima (Surp Asdvadzadzin), Fatih, Istanbul
- 1840: Türbe (mausoleo) per Mahmud II, Fatih, Istanbul
- 1842: Lanificio, İzmit, per Ohannes Dadian
- 1843: Mulino tessile, Hereke, Ohannes e Boghos Dadian
- 1846: Accademia militare (oggi Museo militare d'Istanbul)
- 1846: Scuola imperiale di medicina (Mekteb-i Tıbbiye-i Şâhâne), oggi Liceo Galatasaray, Beyoğlu, Istanbul
- 1848: Moschea di Hırka-i Şerif, Fatih, Istanbul
- 1849-1856: Palazzo di Dolmabahçe, Beşiktaş, Istanbul (costruito insieme al figlio di Nigoğayos Balyan).
- 1849: Ospedale militare di Gümüşsuyu, Beykoz, Istanbul.
- 1850: Cotonificio, Bakırköy, Istanbul
- 1850: Scuola imperiale di ingegneria militare (Mühendishane-i Berrî-i Hğmayun), Hasköy, Istanbul.
- 1852-1854: Moschea di Dolmabahçe, Beşiktaş, Istanbul, costruita per Bezm-i Alem Valide Sultan, madre del sultano Abdülmecid I.
- 1854: Scuola di tecnologia agraria, di Balyan per la comunità armena.
- 1856-1859: Palazzo Cemile Sultan e Palazzo Münire Sultan (Çifte Saraylar), Beyoğlu, Istanbul (distrutto nel 1948, ricostruito da Sedat Hakkı Eldem fino al 1953; oggi Mimar Sinan Üniversitesi).
- Chiesa armena di Santa Maria (Beşiktaş Surp Asdvadzadzin Kilisesi), Beşiktaş, Istanbul
- Chiesa armena della Santa Croce (Surp Haç Kilisesi), Üsküdar, Istanbul
- Chiesa armena della Trinità (Beyoğlu Surp Yerrortutyun Kilisesi), Beyoğlu, Istanbul
- Chiesa armena di San Giacomo (Surp Hagop Kilisesi), Zeytinburnu, Istanbul
- Chiesa di San Sargio, Bandırma
- Ospedale armeno (Surp Pırgiç Ermeni Hastanesi), Yedikule (Fatih), Istanbul, Fondazione Balyan
- Fonderia di ferro e acciaio (Zeytinburnu Demir Fabrikası), Zeytinburnu, Istanbul